# Mônica Carvalho
{{Ficha de persona
|nombre   = Mônica Carvalho
|imagen  = Mônica Carvalho (cropped).jpg
|pie de imagen = Carvalho en 2005.
|nombre de nacimiento = Mônica Rodrigues Carvalho
|ocupación= Modelo, actriz, bailarina
|pareja= Alaor Paris Júnior (2009–presente)
|padres=Maria das Graças
Sérgio Carvalho 
|lugar de nacimiento = Río de Janeiro, {{BRA]}
|fecha de nacimiento = 28 de marzo de 1971 (53 años)
}}
Mônica Rodrigues Carvalho (Río de Janeiro, 28 de marzo de 1971) es una actriz y ex-modelo brasileña.

## Biografía
La carioca de la Barra da Tijuca, Mônica Carvalho comenzó su carrera de modelo a los trece años, como le agradaba broncearse en la playa, fue invitada para ser una adolescente publicitaria de una marca de bronceadores. En seguida realizó otras campañas publicitarias. A los 16 años fue elegida "musa del verano de Río", en 1991 ganó el "Concurso Garota Scorpion", de una discoteca brasileña en los Estados Unidos. Solo a los 19 años decidió tomar su carrera como modelo en serio, entrando en la Agencia Ford Models. En esa misma época hizo cursos de teatro en la Facultad de la Ciudad y en la Casa de Artes Laranjeiras (CAL). Llegó a estudiar interpretación, hasta en Nueva York, ciudad donde residió.
El debut profesional se produjo solo en 1993, en la pieza teatral O Brasil de Cuecas.  En ese mismo año se destacó participando de la apertura de la segunda versión de la novela «Mulheres de Areia», actuando en el episodio de la serie Confissões de Adolescente en la Rede Cultura. En 1994 pasó por la "Oficina de Actores de Globo", teniendo una participación especial en «Quatro Por Quatro», como novia del jugador Renato Gaúcho. También en la Rede Globo actuó en las novelas «História de Amor», «Chocolate com Pimenta», entre otras. También hizo dos personajes en Malhação, además de episodios de la serie «A Vida Como Ela É...», exhibido en Fantástico y en el programa «Você Decide», con enorme éxito alcanzado en 2001, como Maria do Socorro (Socorrinho) de «Porto dos Milagres».
Fue tapa de las revistas Plástica & Beleza, Boa Forma, y Amiga; realizó algunas piezas de teatro, en otras emisoras de televisión trabajó en las novelas Cidadão Brasileiro y en Caminhos do Coração en la Rede Record, actualmente hace de una villana en la novela Uma Rosa com Amor de SBT.
Efectuó ensayos fotográficos sexy, habiendo sido tres veces tapa de la revista erótica masculina Playboy en mayo de 1993, en julio de 2001 y en febrero de 2008, además de la revista Sexy en septiembre de 1994. Además es una de las estrellas del DVD Playboy Melhores Making Offs - Volumen 7.
Es veterana del sambódromo da Marquês de Sapucaí, donde desfila desde 1991. Fue bailarina destacada, pasista, y hasta ya atravesó el Sambódromo Sapucaí con el uniforme de directora. Estrenó con Beija-Flor, de Joãozinho Trinta, con un traje de fantasía de mendigo, que le fue prestada por una amiga. En 1996, fue considerada la "Musa del carnaval", como la madrina de la batería musical de Grande Rio, desde entonces, viene desfilando para la Escola, retirándose apenas durante su embarazo.
En 2001, hizo la campaña "Minha Estrela Brilha Contra o Câncer", y en 2002 representó a la india Bartira, en la tradicional puesta en escena de la fundación de la Villa de São Vicente.

### Vida privada
Su apellido es Kika, y es hija de un jubilado, de ascendencia polaca, Sérgio Carvalho, y de una ama de casa, de origen bahiano y portugués, Maria das Graças. Es hermana del comerciante Sérgio Ricardo.
En 2000, terminó una relación amorosa de cinco años con el empresario Ricardo Santos. En el carnaval de 2001 inició un noviazgo con Armindo Junior, para en 2004 tener una hija llamada Yaclara, la relación de pareja terminó durante el embarazo de la niña. En 2009 se casó con Alaor Paris Júnior, con quien convive actualmente.

## Filmografía

### Televisión
| Año  | Título                            | Personaje                        |
| ---- | --------------------------------- | -------------------------------- |
| 1993 | Mujeres de arena                  |                                  |
| 1994 | Confesiones de adolescentes       | Fernanda                         |
| 1994 | Quatro por Quatro                 |                                  |
| 1995 | História de Amor                  | Neusa                            |
| 1996 | A Vida como Ela É...              |                                  |
| 1997 | Malhação                          | Naomi                            |
| 1997 | La indomable                      | Maribel                          |
| 1997 | Por amor                          | Sílvia                           |
| 1998 | Cuerpo dorado                     | Clara                            |
| 1999 | Malhação                          | Verônica                         |
| 2001 | Puerto de los milagros            | Maria do Socorro (Socorrinho)    |
| 2003 | Chocolate con pimienta            | Gigi                             |
| 2006 | Cidadão Brasileiro                | Maura                            |
| 2007 | Caminos del corazón               | Amália                           |
| 2008 | Os Mutantes - Caminhos do Coração | Amália (secretaria de Progênese) |
| 2010 | Una rosa con amor                 | Nara Paranhos de Vasconcelos     |
| 2011 | Fina estampa                      | Glória                           |
| 2017 | Tempo de Amar                     | Ismênia                          |
| 2019 | Jezabel                           | Tanit                            |
| 2021 | Génesis                           | Elisa                            |

### Cine
- 1998 - Drama Urbano, de Odorico Mendes (film inacabado)

## Teatro
- O Brasil de Cuecas
- O Ateneu
- A Morte do Beijo
- Pocahontas
- A Máscara Do Zorro
- Roleta (autora)